# 岩﨑甫
岩﨑 甫（いわさき まさる、1947年5月3日 -  ）は、日本の医師・医学者。専門は先進的医療技術開発、医薬品開発、消化器外科。山梨大学副学長。山梨大学融合研究臨床応用推進センター センター長・特任教授。

## 人物
東京大学医学部卒後10年、同大附属病院第2外科で研鑽を積んだのち、山梨医科大学附属病院で10年間消化器外科医として腕を振るった。当時世界的な隆盛を見せていた拡大根治手術に情熱を傾けたが大きな成績向上を果たせず、限界を感じていたところに、外資系医薬品開発会社から声がかかり、民間へ転出。18年間開発者として過ごしたのち、再び山梨大学に戻り、副学長（融合研究臨床応用推進センター、先端応用医学講座特任教授を兼務）として先進的医療技術開発、医薬品開発を牽引する。

## 略歴
1966年3月、静岡県立静岡高等学校卒業。1973年9月、東京大学医学部医学科卒業。同年12月、東京大学附属病院第2外科入局。1983年4月、山梨医科大学第2外科へ異動。1993年4月、ヘキスト・ジャパン入社、臨床開発本部。2005年1月、グラクソ・スミスクラインに移り、常務取締役開発本部長。2011年9月、山梨大学大学院医学工学総合研究部臨床研究開発学講座 特任教授。厚労省 早期探索的臨床試験拠点整備事業 プログラムオフィサー。
2012年11月、山梨大学融合研究臨床応用推進センター センター長。2014年9月、山梨大学医学部先端応用医学講座 特任教授。2015年4月、山梨大学副学長。2020年、AMED医薬品プロジェクト プログラムダイレクター。

## 受賞歴
- 2018年 第15回DIA日本年会 Outstanding Contribution to Health Award